# 江苏省盐业集团

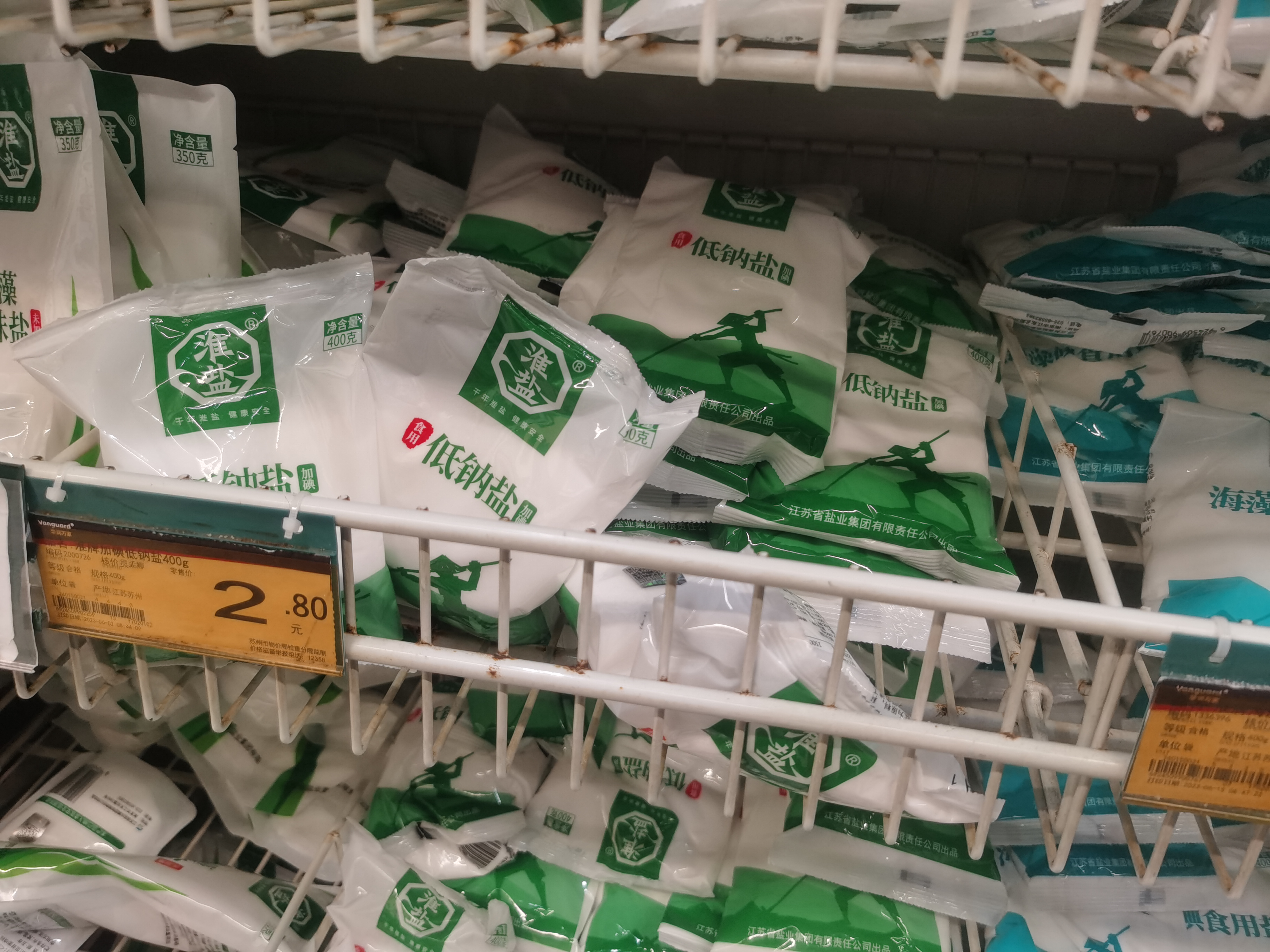
“淮盐”是江苏省盐业集团旗下的食用盐品牌

江苏省盐业集团公司的前身江苏省盐业公司组建于1983年，1998年初改制为江苏省盐业集团有限责任公司，是江苏省人民政府投资成立的国有独资公司，主要从事食盐专营、井矿制盐和盐化工等生产经营，隶属江苏省国资委监管。

## 领导班子
- 董事长、党委书记 章朝陽
- 董事、总经理、党委副书记 王海青[2]

## 連結
- jssalt.com （页面存档备份，存于）